# 主演 さまぁ〜ず 〜設定 美容室〜
『主演 さまぁ〜ず 〜設定 美容室〜』（しゅえん さまぁ〜ず せっていびようしつ）とは日本テレビで2010年8月12日から10月7日まで木曜日25:08 - 25:38、10月14日から10月28日まで木曜日24:38 - 25:08に放送されていた日本のバラエティ番組。全12話。2010年12月8日にDVD Vol.1 - Vol.3発売。

## 概要
- 毎回ゲストを招き、美容室「バンブー」を舞台に展開されるワンシチュエーションコントドラマ（米国で言うシットコムに近い）。出演者は二階堂役の牧野を除いて、すべて芸名と役名が似通っている。
- 従来のドラマとは違い、演者が台詞間違いを起こしても撮り直しをせずにそのまま放送される事が多かった（特に三村）。

## 出演
- 竹野内ゆかた（店長）：大竹一樹
- 三木村太郎（サラリーマン→美容師）：三村マサカズ
- アユリ（アシスタント・経理）：伊藤歩

謎の美女店員。店の経理を担当しているが、店長の竹野内よりしっかり者。
- 二階堂（美容師）：牧野貴行（本業;美容師）

一流の美容師であり、腕は確かなのだが劇中では一言も声を発さない。その後、最終回のエンドトークで初めて喋っていた。

## サブタイトル・ゲスト
| 各話   | 放送日         | サブタイトル          | ゲスト                                                                  |
| ------ | -------------- | --------------------- | ----------------------------------------------------------------------- |
| 第1話  | 2010年8月12日  | 早まっちった!         | 原沙知絵 - サチヨ（三木村の妻）役                                       |
| 第2話  | 2010年8月19日  | 妻が来ちった!         | 原沙知絵 - サチヨ（三木村の妻）役                                       |
| 第3話  | 2010年8月26日  | 壊しちった!           | 平岡祐太 - ユウキ（客）役                                               |
| 第4話  | 2010年9月2日   | 店長が恋しちった!     | 水沢エレナ - エリナ（花屋）役                                           |
| 第5話  | 2010年9月9日   | つぶやいちった!       | 臼田あさ美 - ナナミ（ひきこもりの少女）役                               |
| 第6話  | 2010年9月16日  | 迎えがきちった!       | 袴田吉彦 - トシヒコ（アユリの兄）役                                     |
| 第7話  | 2010年9月23日  | AKB48が来ちった!      | 板野友美 - 本人&トモカ（本人の双子の妹）役                              |
| 第8話  | 2010年9月30日  | 選挙しちった!         | 細川茂樹 - ヒデキ（竹野内の従兄弟）役                                   |
| 第9話  | 2010年10月7日  | 忘れちった!           | 井上和香 - 謎の美女 役                                                  |
| 第10話 | 2010年10月14日 | 取材が来ちった!       | 山田麻衣子 - マリコ（美人記者）役                                       |
| 第11話 | 2010年10月21日 | リニューアルしちった! | つぶやきシロー、島田秀平、ななめ45°、ザ・たっち、たんぽぽ - お客さん 役 |
| 第12話 | 2010年10月28日 | 天敵が来ちった!       | 優香 - ユカ（元従業員）役                                               |

## スタッフ
- 企画：加藤孝司、植野浩之、松沢健介
- 脚本：松原秀
- 構成：近藤祐次、たかはC（第3話 - ）
- 音効：高取謙
- 美術P：松沢由之
- 美術協力：フジアール
- TM：佐治佳一
- 技術協力：池田屋
- 編集・MA：オムニバスジャパン
- スタイリスト：高村純子
- タイトルロゴ：細山田デザイン
- CG：タイムライン
- 編成：植野浩之、中野裕子、越部憲洋
- 宣伝：斉藤由美
- コンテンツP：堅田真人
- デスク：野口美樹
- AP：昆祐子
- AD：奈良順也、山澤美紀
- ディレクター：阿部さちよ、真鍋正孝
- 演出：前島隆昭
- プロデューサー：鬼頭直孝、道下綾子、岡本計
- 監督：加藤孝司
- チーフプロデューサー：鈴木雅人
- 企画制作：日本テレビ
- 制作協力：てっぱん
- 製作著作：D.N.ドリームパートナーズ

## ネット局
| 放送対象地域   | 放送局                      | 系列           | 放送期間                      | 放送時間                                             |
| -------------- | --------------------------- | -------------- | ----------------------------- | ---------------------------------------------------- |
| 関東広域圏     | 日本テレビ (NTV) （制作局） | 日本テレビ系列 | 2010年8月12日 - 10月28日      | 木曜日 24:38 - 25:08                                 |
| 香川県・岡山県 | 西日本放送 (RNC)            | 日本テレビ系列 | 2010年8月24日 - 11月9日       | 火曜日 24:59 - 25:29                                 |
| 近畿広域圏     | 読売テレビ (YTV)            | 日本テレビ系列 | 2010年9月29日 - 2011年1月12日 | 水曜日 25:43 - 26:20 （2話以降は開始時間に変動あり） |
| 岩手県         | テレビ岩手 (TVI)            | 日本テレビ系列 | 2010年10月4日 - 12月20日      | 月曜日 24:29 - 24:59                                 |
| 北海道         | 札幌テレビ (STV)            | 日本テレビ系列 | 2010年10月12日 - 2011年1月4日 | 火曜日 24:59 - 25:29                                 |
| 福岡県         | 福岡放送 (FBS)              | 日本テレビ系列 | 2011年2月1日 - 2011年4月19日  | 火曜日 26:04 - 26:34                                 |
| 日本全国       | 日テレプラス                | CS放送         | 2010年10月6日 -2011年1月1日   | 水曜日 25:30 - 26:00（初回）                         |

※日本テレビは2010年8月12日 - 10月7日まで木曜日25:08 - 25:38の放送だったが、10月14日放送分から上記の時間に変更となった。